# ルズー
ルズー （Lezoux）は、フランス、オーヴェルニュ＝ローヌ＝アルプ地域圏、ピュイ＝ド＝ドーム県のコミューン。

## 地理
ルズーは県東部にあり、クレルモン＝フェランとティエールの中間に位置する。
コミューン内で県道2089号線とA89が交差する。ルズー駅は、TERオーヴェルニュのクレルモン＝フェラン-サン＝ジュスト＝シュル＝ロワール線が停車する。

## 歴史
ルズーの土地は、最初ローマ人によってルトスス（Lutosus）として入植されたというが、これは言い伝えである（lutumとは粘土、陶器の土）。最古に言及されたのはメロヴィング朝時代で、Ledoso vicoと記された。
住民の自称はLezoviensであるが、Lédosienという自称も貴重であり、地元の歴史愛好家が発明した。
ルズーは最初の世紀から、陶器とセラミックの製造と輸出に特化されていた。多くのセラミックの工房は、ローマ時代に最も重要なものだった。最も有名なガロ＝ローマの装飾職人は、CinnamusとPaternusである。
1世紀の発掘調査で、ガロ＝ローマ時代に数百の陶器窯があったことが明らかになった。1200人の陶器職人の名がフィリップ・ベトの論文に記録されている。考古学的発見は、ルズーが西ローマの世界で主要な職人の村であったことを証明している。

## 人口統計
| 1962年 | 1968年 | 1975年 | 1982年 | 1990年 | 1999年 | 2006年 | 2012年 |
| ------ | ------ | ------ | ------ | ------ | ------ | ------ | ------ |
| 3444   | 4038   | 4632   | 4747   | 4819   | 4957   | 5434   | 5670   |

出典=1999年までLdh/EHESS/Cassini、2004年以降INSEE

## 史跡

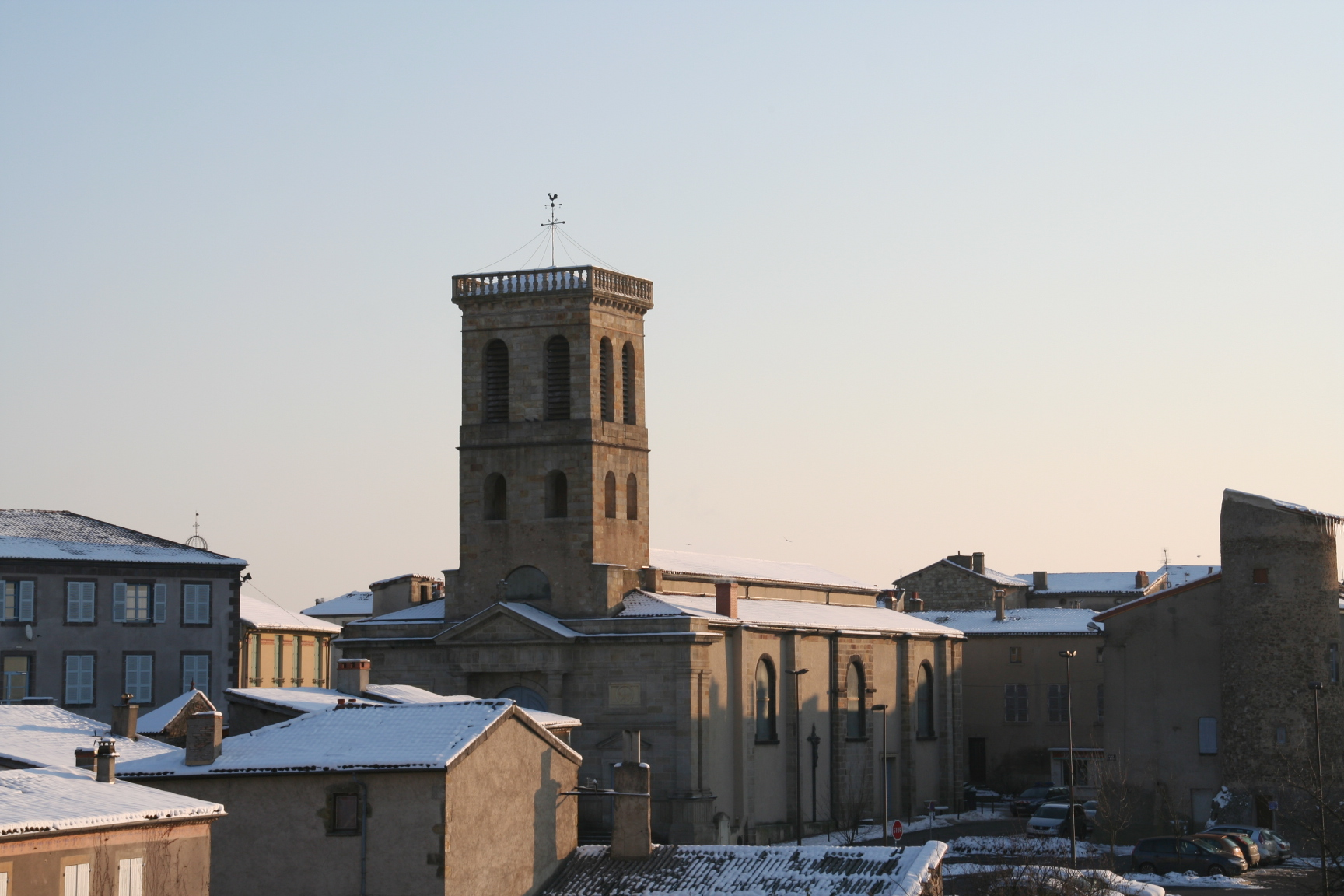
サン・ピエール教会
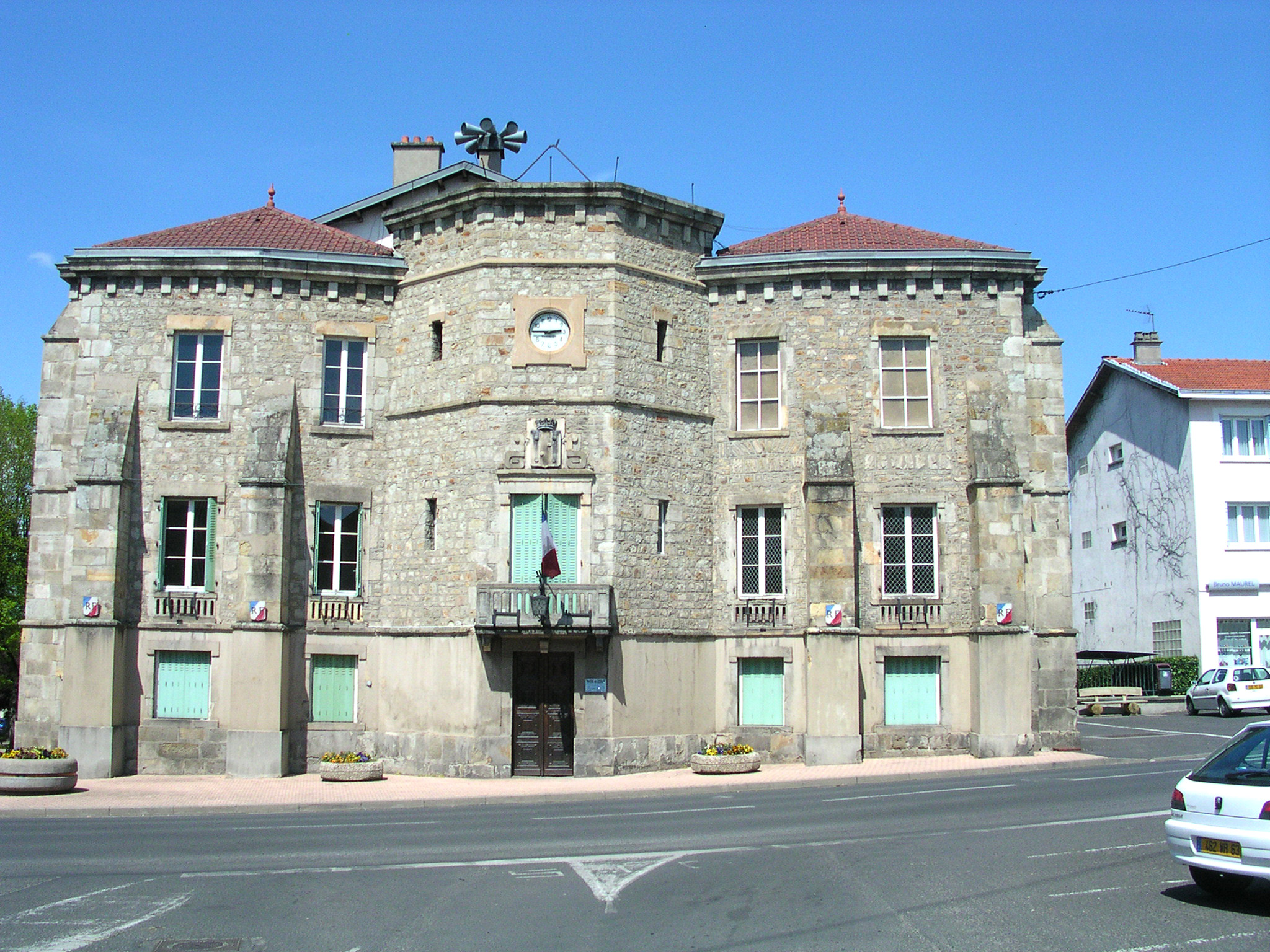
オテル・ド・ヴィル。元はサントギュスタン修道院
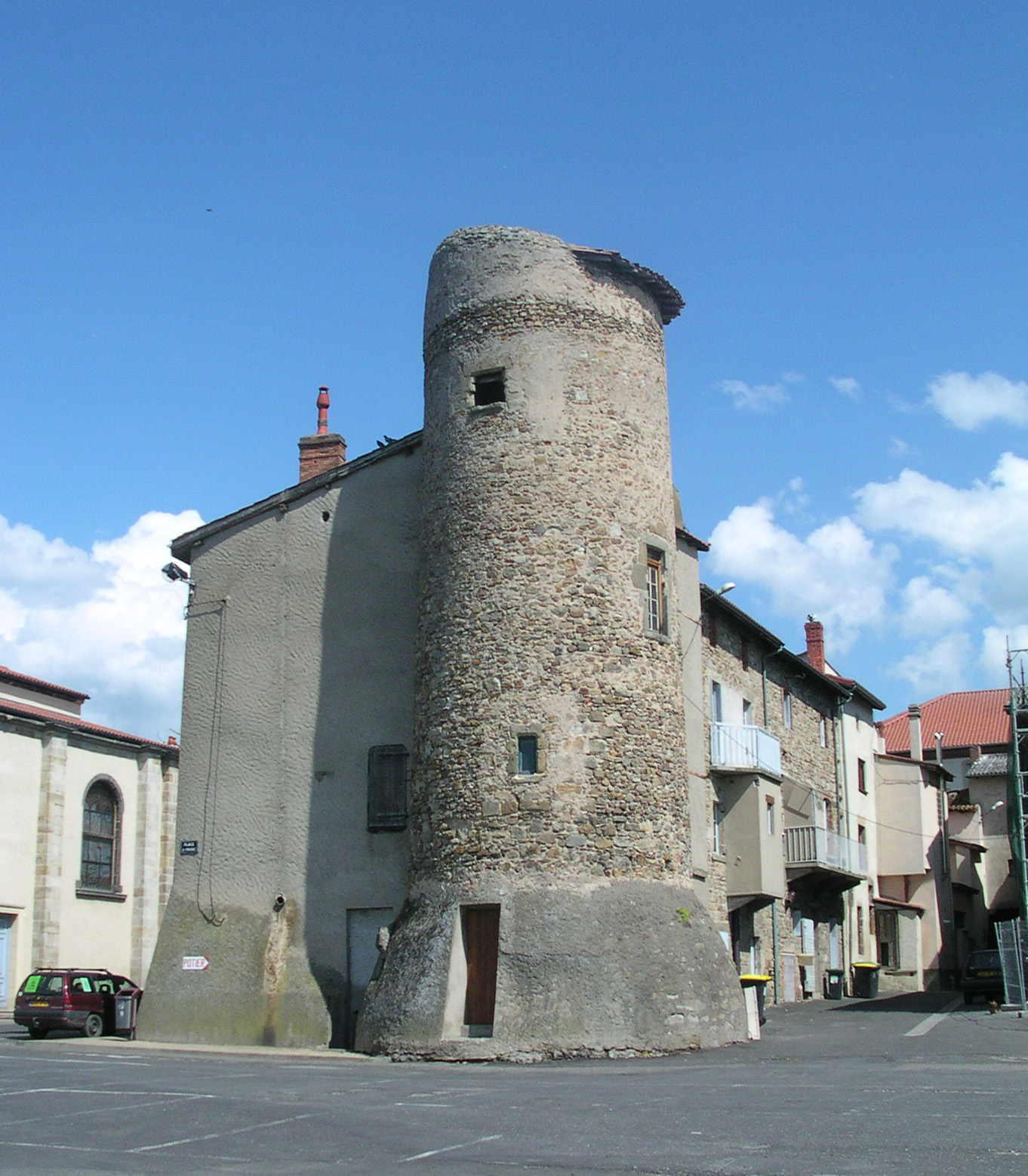
城の一部である塔。12世紀
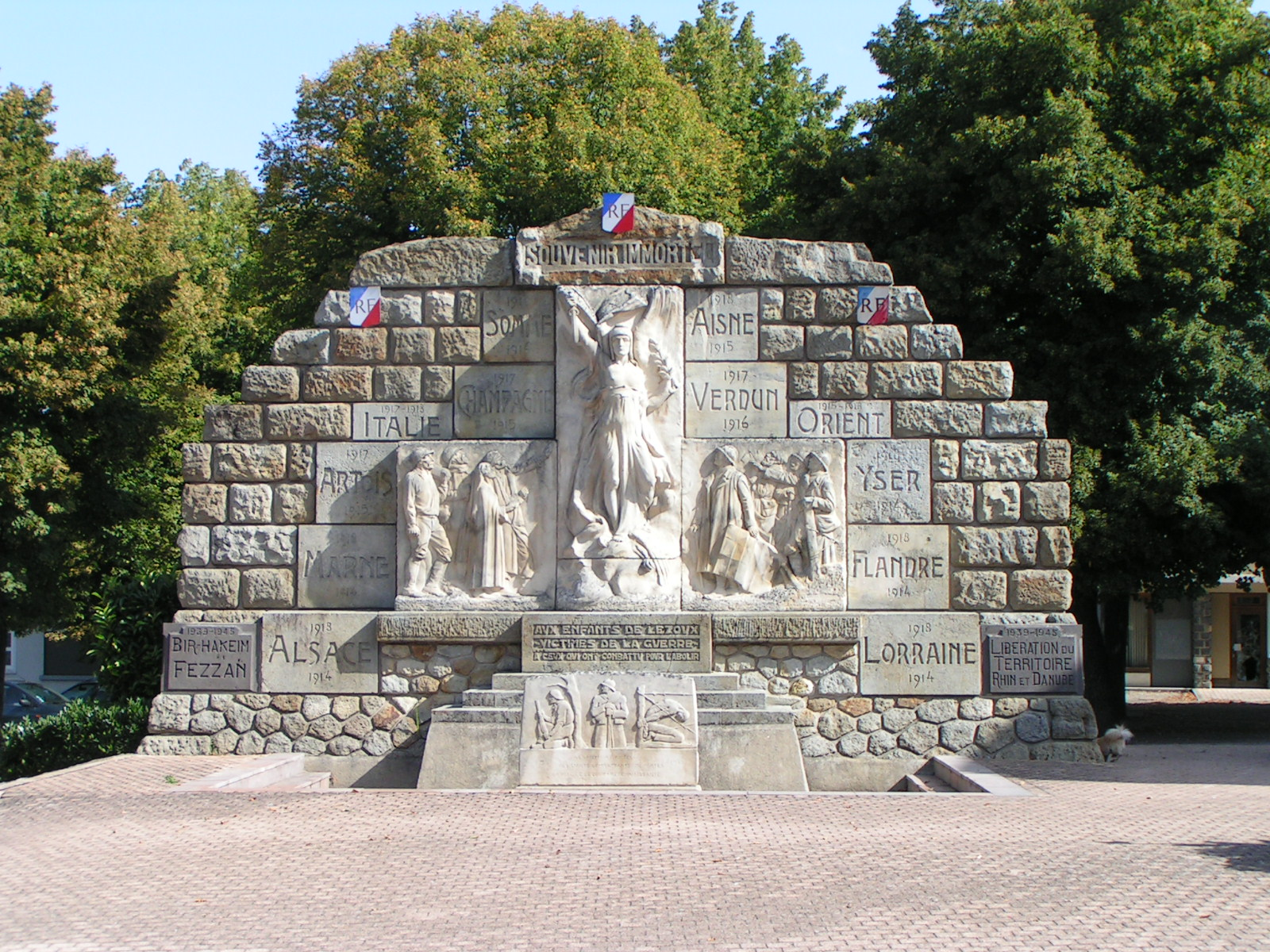
戦死者記念碑

## 姉妹都市
- グレーベンシュタイン、ドイツ
- サルシナ、イタリア
- ロピク、オランダ